# 双桥街道 (扬州市)
双桥街道，原为双桥乡，是中华人民共和国江苏省扬州市邗江区下辖的一个乡镇级行政单位。2019年12月，撤乡设街道，现区划代码为321003014。
2020年3月25日，将邗江区双桥街道分设为双桥街道和文汇街道。行政区划变更后，双桥街道下辖双桥、武塘、石桥、卜桥、文苑、虹桥、康乐、文扬8个居民委员会。变更后双桥街道和文汇街道以文汇东、西路为界。双桥街道区域范围：东至扬子江北路、念四桥路、大虹桥路、二道河，西至新城河，南至文汇东、西路，北至平山堂路。

## 行政区划
双桥街道下辖以下地区：
武塘社区、双桥社区、石桥社区、卜桥社区、文苑社区、虹桥社区、康乐社区、武塘村、双桥村、石桥村和卜桥村。